# Vicariato apostólico de Pando
El vicariato apostólico de Pando (en latín: Vicariatus Apostolicus Pandoënsis) es una circunscripción eclesiástica de la Iglesia católica en Bolivia. Se trata de un vicariato apostólico latino, inmediatamente sujeto a la Santa Sede. Desde el 2 de febrero de 2013 su vicario apostólico es Eugenio Coter.

## Territorio y organización
El vicariato apostólico tiene 86 261 km² y extiende su jurisdicción sobre los fieles católicos de rito latino residentes en el departamento de Pando y en los municipios de Guayaramerín y Riberalta de la provincia de Vaca Díez del departamento del Beni.
La sede del vicariato apostólico se encuentra en la ciudad de Riberalta, en donde se halla la Catedral de Nuestra Señora del Carmen.
En 2022 en el vicariato apostólico existían 6 parroquias.

## Historia
El vicariato apostólico fue erigido el 29 de abril de 1942 con la bula Ex regionibus Missionalium del papa Pío XII, derivando el territorio del vicariato apostólico de El Beni.

## Estadísticas
Según el Anuario Pontificio 2023 el vicariato apostólico tenía a fines de 2022 un total de 210 413 fieles bautizados.
| Año                                                                             | Población            | Población | Población      | Sacerdotes | Sacerdotes    | Sacerdotes    | Bautizados por sacerdote | Diáconos permanentes | Religiosos | Religiosos | Parroquias |
| Año                                                                             | Bautizados católicos | Total     | % de católicos | Total      | Clero secular | Clero regular | Bautizados por sacerdote | Diáconos permanentes | Varones    | Mujeres    | Parroquias |
| ------------------------------------------------------------------------------- | -------------------- | --------- | -------------- | ---------- | ------------- | ------------- | ------------------------ | -------------------- | ---------- | ---------- | ---------- |
| 1950                                                                            | 48 000               | ?         | ?              | 14         |               | 14            | 3428                     |                      |            | 19         | 2          |
| 1966                                                                            | 49 000               | ?         | ?              | 15         | 15            |               | 3266                     |                      | 2          | 25         | 3          |
| 1970                                                                            | 62 000               | 64 000    | 96.9           | 21         | 8             | 13            | 2952                     |                      | 13         | 16         | 9          |
| 1976                                                                            | 75 000               | 77 000    | 97.4           | 14         | 1             | 13            | 5357                     |                      | 16         | 17         | 4          |
| 1980                                                                            | 84 500               | 91 000    | 92.9           | 12         | 2             | 10            | 7041                     |                      | 12         | 5          | 5          |
| 1990                                                                            | 120 000              | 130 000   | 92.3           | 11         | 4             | 7             | 10 909                   |                      | 9          | 18         | 5          |
| 1999                                                                            | 138 000              | 150 000   | 92.0           | 14         | 5             | 9             | 9857                     |                      | 15         | 36         | 6          |
| 2000                                                                            | 130 000              | 160 000   | 81.3           | 14         | 6             | 8             | 9285                     |                      | 12         | 36         | 6          |
| 2001                                                                            | 130 000              | 160 000   | 81.3           | 13         | 6             | 7             | 10 000                   |                      | 12         | 33         | 6          |
| 2002                                                                            | 140 000              | 166 668   | 84.0           | 12         | 7             | 5             | 11 666                   |                      | 9          | 30         | 6          |
| 2003                                                                            | 142 000              | 166 668   | 85.2           | 15         | 9             | 6             | 9466                     |                      | 11         | 30         | 6          |
| 2004                                                                            | 144 768              | 170 000   | 85.2           | 15         | 9             | 6             | 9651                     |                      | 12         | 30         | 6          |
| 2010                                                                            | 187 981              | 208 867   | 90.0           | 18         | 14            | 4             | 10 443                   |                      | 8          | 33         | 6          |
| 2012                                                                            | 187 981              | 208 867   | 90.0           | 24         | 16            | 8             | 7832                     |                      | 9          | 32         | 6          |
| 2014                                                                            | 205 852              | 250 386   | 82.2           | 18         | 16            | 2             | 11 436                   |                      | 4          | 28         | 6          |
| 2017                                                                            | 200 000              | 249 618   | 80.1           | 13         | 11            | 2             | 15 384                   |                      | 5          | 20         | 6          |
| 2020                                                                            | 205 779              | 277 940   | 74.0           | 15         | 13            | 2             | 13 718                   |                      | 4          | 13         | 8          |
| 2022                                                                            | 210 413              | 282 514   | 74.5           | 14         | 5             | 5             | 15 029                   |                      | 7          | 15         | 6          |
| Fuente: Catholic-Hierarchy, que a su vez toma los datos del Anuario Pontificio. |                      |           |                |            |               |               |                          |                      |            |            |            |

## Episcopologio
- Alonso Manuel Escalante y Escalante, M.M. † (13 de enero de 1943-6 de diciembre de 1960 renunció)
  - Thomas Joseph Danehy, M.M. † (15 de junio de 1948-9 de octubre de 1959 falleció) (administrador apostólico)
- Thomas Patrick Collins, M.M. † (15 de noviembre de 1960-noviembre de 1968 renunció)
  - Lawrence J. Burns, M.M. † (1967-1977) (administrador apostólico)
  - Thomas Aloysius McBride, M.M. † (16 de septiembre de 1977-17 de diciembre de 1982) (administrador apostólico)
- Andrea Bernardo Schierhoff † (17 de diciembre de 1982-1 de diciembre de 1986 falleció)
- Luis Morgan Casey † (18 de enero de 1988-2 de febrero de 2013 retirado)
- Eugenio Coter, desde el 2 de febrero de 2013